# Franklin Salas
Franklin Agustín Salas Narváez (Santo Domingo de Los Colorados, 30 de agosto de 1981) é um ex-futebolista equatoriano que atuava como atacante. Atualmente defende o Deportivo Quito.

## Títulos
LDU Quito
- Campeonato Equatoriano – Segunda Divisão: 2001
- Campeonato Equatoriano: 2003, 2005 (Apertura) e 2010
- Copa Libertadores da América: 2008
- Recopa Sul-Americana: 2009 e 2010
- Copa Sul-Americana: 2009